# Soo, Kagoshima prefektur

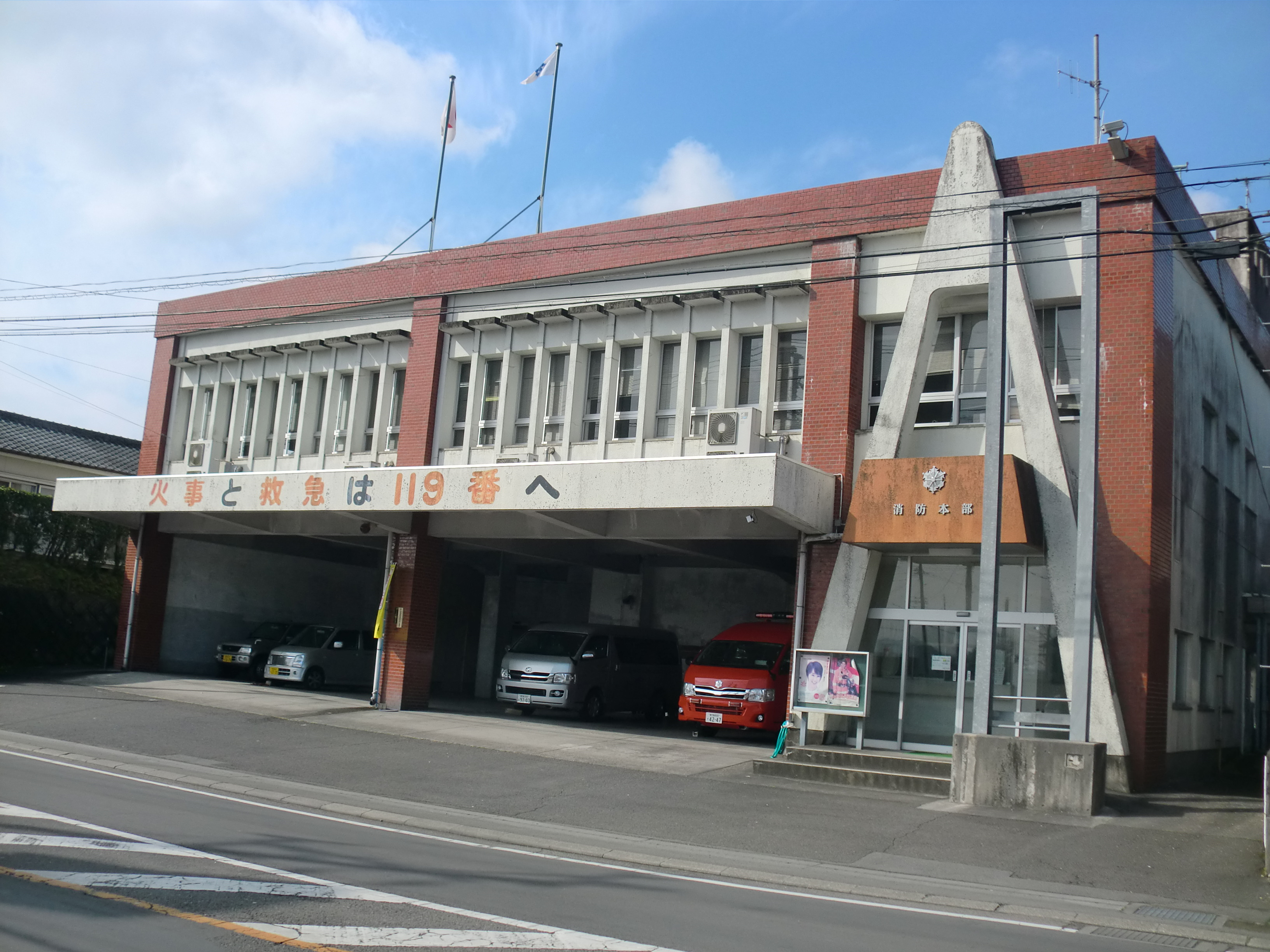
Brandstation i Soo

Soo (japanska: 曽於市?, Soo-shi) är en stad i södra Japan, och är belägen i prefekturen Kagoshima. Soo bildades den 1 juli 2005 genom en sammanslagning av kommunerna Osumi, Sueyoshi och Takarabe.